# Snoa
Snoa är en svensk gammaldans, ibland även klassad som folkdans.

## Historia
Namnet snoa kommer från 1900-talet, men dansen i sig har dansats under längre tid (osäkert hur länge). Redan under medeltiden dansades något liknande i Tyskland under namnet zwei Tritt. Som självständig dans var det först under 1970-talet dansen spred sig i Sverige, då som en gammaldans.

## Musiken
Snoa dansades från början till vanlig polkamusik. På 1970-talet utvecklades ett eget sätt att spela till denna dans. Tempot ligger mellan schottis och polka, är mer jämnt och har en mer "rullande" 2/4 takt.

## Dansbeskrivning
Grundsteget kan enklast beskrivas som ett gångsteg i takt till musiken, med ett steg per taktslag. Man börjar med "ytterfot", dvs den som går till vänster (normalt kavaljeren) börjar med vänster fot på första taktslaget och den som går till höger (normalt damen) börjar med höger fot.
Efter att valfritt antal (vanligtvis jämnt delbart med fyra) promenadsteg genomförts framåt i dansriktningen inleder kavaljeren omdansningen, som i grundvarianten består av en rotation medurs.  I rotationen står paren med parallella kroppar med högerfoten mellan partnerns ben (högerknäna bör även vara ihop). Ett halvt varv ska genomföras på varje steg, och omdansningen kan genomföras obegränsat antal varv. Efter omdansningen återgår man vanligen till promenadsteg framåt innan man fortsätter med en ny omdansning.

### Varianter
Omdansningen kan varieras på flera sätt. Den vanligaste varianten är att man roterar moturs (vilket är svårare än medurs).
En annan variant är "köra", vilket innebär att man använder stegen i rundpolska. Eftersom rundpolskan har tre steg och snoa går i tvåtakt får dansen en annan karaktär än polska, då musikens "etta" faller på olika steg i dansen.

### Nybörjartips
I omdansningen tar nybörjare ofta väldigt stora steg, kanske i syfte att få stegen att "räcka runt" partnern, men detta försvårar rotationen avsevärt, liksom balansen.  Mindre steg gör att det blir lättare att rotera.  Fötterna ska sättas nära invid parnerns fot (de får röra varandra). Fötterna ska heller inte vridas i fotleden (då kan man vricka dem); istället är det skosulan som ska rotera mot golvet. 